# Gary Browne (calciatore)
Gary Browne (Dundonald, 17 gennaio 1983) è un calciatore nordirlandese, attaccante del Linfield.

## Palmarès

### Club

#### Competizioni nazionali
- Campionato nordirlandese: 1

Linfield: 2011-2012
- Irish Cup: 1

Linfield: 2011-2012
- Irish Football League Cup: 1

Glentoran: 2006-2007
- County Antrim Shield: 1

Linfield: 2013-2014